# براندان بويس
براندان بويس (بالإنجليزية: Brendan Boyce)‏ هو منافس ألعاب قوى أيرلندي، ولد في 15 أكتوبر 1986 في ليتركيني في جمهورية أيرلندا.

## وصلات خارجية
- براندان بويس على موقع الاتحاد الدولي لألعاب القوى (الإنجليزية)
- براندان بويس على موقع اللجنة الأولمبية الدولية (الإنجليزية)
- براندان بويس على موقع أوليمبيديا (الإنجليزية)
- براندان بويس على موقع اللجنة الأولمبية الأيرلندية (الإنجليزية)